# サイサリス (アルバム)
『サイサリス』は、日本のロックバンド、INKTの2枚目のアルバム（ミニ・アルバムとしては1枚目）。2015年4月25日にNatural Ace Recordsより発売。

## 収録曲

### CD
1. Wanderlust
  - 作詞：KOKI　作曲：kissy　編曲：INKT
2. サイサリス
  - 作詞：KOKI　作曲：Kei　編曲：INKT
3. The Gift
  - 作詞：KOKI　作曲：kissy　編曲：INKT
4. Dreamcatcher
  - 作詞：KOKI　作曲：mACKAz　編曲：INKT
5. Flower of life
  - 作詞：KOKI　作曲：kissy　編曲：INKT

### DVD
1. サイサリス(Music Video)
2. サイサリス(Music Video 字幕スーパー入り)
3. サイサリス(Music Video メイキング)
4. Trigger(TSUTAYA O-WEST LIVE Version)